# جزیره خرنووی
جزیره خرنووی (روسی: Хреновый остров) یک جزیره در میان رود اب در استان نووسیبیرسک کشور روسیه است.